# 西羅殿
南勢街西羅殿，古稱鳳山寺、聖王公舘，位於臺灣臺南市中西區，為主祀保安廣澤尊王、配祀十三太保、妙應仙妃等神祇的廟宇，也是臺灣最早的廣澤尊王信仰中心。

## 沿革
西羅殿所供奉的廣澤尊王（郭聖王），是從福建省泉州府晉江縣來的郭姓家族所隨身恭請來臺:32，故初時廟貌不大:32。清康熙五十七年（1718年）草創之初因為沿用泉州南安鳳山寺之名，亦稱鳳山寺，此外又稱「聖王公舘」，附近也因而稱作「聖王舘口」:32。
康熙年間，由於台江的淤淺，各街形成街是，以及著名的五條港，西羅殿位於南河港口一稱「館口」因為當時的西羅殿只是一個小館，並且由附近的郭姓碼頭工人，奉祀郭聖王於此。
廟名約在日治時期的大正五年（1916年）左右更改，據說是因為當時的臺南府城已有東嶽殿、北極殿、南極殿（位於法華寺中），尚欠一以西為名的殿，遂改稱西羅殿:32。1925年郭氏子弟又增加大殿兩旁的拜亭之建築，即今日西羅殿之建築。1928年每兩年外遊之僑商街前往南安鳳山寺謁祖進香，西羅殿則每三年謁祖進香。 
2016年9月23日，舉行重修動土大典，2018年6月18日，舉行入火安座大典，當天還有至舊運河碼頭迎接太王太妃，30年未曾出門的鎮殿六太保也前往運河接駕。2018年12月14日至2019年2月9日啟建戊戌年三朝金籙慶成祈安建醮大典。

## 祀神

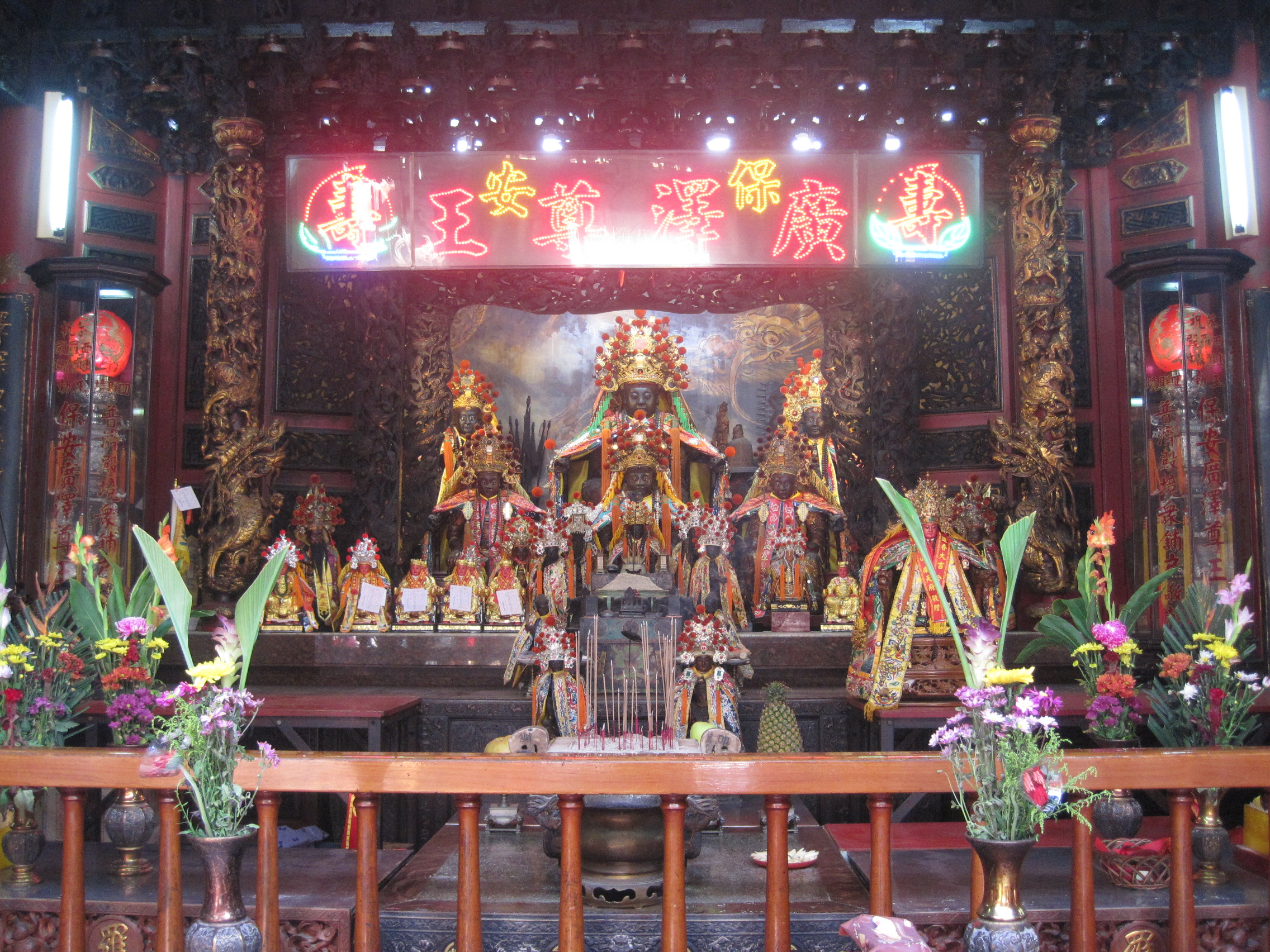
南勢街西羅殿正殿

正殿主祀廣澤尊王，神龕正中鎮殿為六太保，龕內兩側則祀有其他太保；正殿從神陪祀有顯佑尊侯、崇德尊侯；盧清韓德等。
正殿左龕為將軍府，主祀將軍爺；右龕則供奉福德正神
廟宇虎邊偏殿則分別為為四太保館與善德堂，四太保館主要供奉十三太保，並以四太保為首；善德堂(又稱為「恩媽廳」)則為主祀尊王夫人妙應仙妃之殿

## 西羅殿十三太保行舘
- 西羅殿永興堂：主祀大太保：玉勅代天巡狩二代欽差；其職為帶父工作，監督之職行。
- 西羅殿致誠堂：主祀二太保：金闕順天尊王；其職為管上界及下界之事，又守聖王之祖墳。
- 西羅殿尊敬堂：主祀三太保：五常軍東方武士；神力強盛，專司驅邪，犯陰之事。
- 西羅殿誠敬堂：主祀四太保：南北巡總指揮；其職為負責連絡，大事皆由其連絡、處理。
- 西羅殿靈寶堂：主祀五太保：代天行醫；其職為精於醫術，常常行醫。
- 西羅殿保敬堂：主祀六太保：雙忠尊王；其職為主持公道，處理民眾之控訴。
- 西羅殿敬意堂：主祀七太保：東天王；其職為主持公道，處理民眾之控訴。
- 西羅殿真誠堂：主祀八太保：武燕王；其職為監督，在十三太保之間察巡。
- 西羅殿狩義堂：主祀九太保：五常軍元帥；專司驅邪，犯陰之事。
- 西羅殿守一堂：主祀十太保：查巡天下；其職為負責察巡天下。
- 西羅殿靈敕堂：主祀十一太保：金封秀士；其職為文士，專辦文字之事。
- 西羅殿保靈堂：主祀十二太保：童月王；其職為天下巡狩，到處雲遊察巡。
- 西羅殿保安堂：主祀十三太保：天下總代巡；其職為可以上天庭，到地獄，亦可管人間，配有尚方寶劍，可以先斬後奏。

## 分靈與子館
臺灣廣澤尊王分靈眾多，其中以西羅殿為臺灣廣澤尊王信仰中心，分靈遍佈各地，除了臺灣離島的金門、馬祖、澎湖、小琉球外，中國大陸、日本、新加坡、馬來西亞等地亦有，西羅殿也奠定在台灣廣澤尊王總廟的地位。
目前依西羅殿內部登記資料，分靈最多的區域為台南市，其中以中西區和安南區、西港區及善化區分靈最為興旺再來是高雄、屏東、嘉義、桃園、新北

### 子舘
西羅殿分靈子館常冠以祖廟宮名，以「西羅殿某某堂」作為子館名稱，條列如下：
西羅殿尊敬堂、西羅殿尊應堂、西羅殿廣玉堂、西羅殿廣明堂、西羅殿鳳山堂、西羅殿尊王堂、西羅殿聖王堂、西羅殿聖意堂、西羅殿永興堂、西羅殿靈堡堂、西羅殿尊興堂、西羅殿廣濟堂、西羅殿一明堂、西羅殿廣意堂、西羅殿尊誠堂、西羅殿廣德堂、西羅殿真誠堂、西羅殿保安堂、西羅殿守一堂、西羅殿廣和堂、西羅殿聖王會、西羅殿應誠堂、西羅殿功程堂、西羅殿尊意堂、西羅殿靈勅堂、西羅殿廣澤堂、西羅殿廣和堂、西羅殿靈寶堂、西羅殿忠慶堂、西羅殿狩義堂、西羅殿保靈堂、西羅殿敬意堂、西羅殿保意堂、西羅殿福安堂、西羅殿敬和堂、西羅殿汾陽堂、西羅殿汾陽會、西羅殿澤意堂、西羅殿敬聖堂、西羅殿郭安堂、西羅殿郭聖公舘、西羅殿誠慶堂、桃園澤恩會舘、西羅殿永慶堂等，及從西羅殿分靈不計其數的子舘，

## 繞境
繞境的內容會有很多團體一同參加，一些是西羅殿的分靈諸壇，一些是交誼境。這些團體很多都是西羅殿事先發出邀請，每個廟壇依照自己的財力、人力與西羅殿之交情決定，再出陣之前除了神轎以外，一定有鑾駕、燈車、八音團、車吹隊助陣，有的則有八家將與宋江陣，每個團體50人多則100人上下，平均大該70人左右。

## 交陪境
祀典大天后宮、彰化南瑤宮、鹿港鳳山寺、台中天后宮、紅毛港飛鳳寺、嘉義大林湖底廣澤尊王廟、府城開帝殿開興堂、高雄市苓雅寮保安堂、安平威鎮堂、南廠平天館、四安境下大道良皇宮、三山國王廟、北華街玉尊堂、開基玉皇宮、眾善堂、南廠保玉宮、大港寮大興宮、七寺八廟全臺風神廟、南廠福安堂、南廠武英殿、大塭寮保安宮、大竹林汾陽殿、六合境清水寺、中和境北極殿、祀典武廟、米街廣安宮、祀典興濟宮、六合境永華宮、運河角濟福宮、八協境東嶽殿、臺灣府城隍廟、臺郡三郊水仙宮、鹿耳門天后宮、新寮鎮安宮、玉泉文衡殿、六興境保西宮、全台西來庵、三郊營仔腳朝興宮溫陵廟、三郊鎮港海安宮、正統鹿耳門聖母廟、彰邑城隍廟、六合境馬公廟、開基玉皇宮、臺灣首廟天壇

## 外部連結
- 台南南勢街西羅殿的官方網站
- 台南南勢街西羅殿的Facebook專頁